# Eriococcus populi
Eriococcus populi är en insektsart som först beskrevs av Matesova 1967.  Eriococcus populi ingår i släktet Eriococcus och familjen filtsköldlöss. Inga underarter finns listade i Catalogue of Life.